# Allison Replicar
Allison Replicar Ltd. Inc. war ein US-amerikanischer Hersteller von Automobilen.

## Unternehmensgeschichte
Kenneth C. Allison gründete das Unternehmen am 18. September 1979 in Port Orange in Florida. 1980 begann die Produktion von Automobilen. Andere Quellen geben den Produktionsbeginn mit 1973 an, also vor Gründung des Unternehmens. Der Markenname lautete Allison. 1983 endete die Produktion.

## Fahrzeuge
Das einzige Modell war die Nachbildung des MG TD. Ein Fahrgestell vom VW Käfer bildete die Basis. Ein Vierzylindermotor mit 1700 cm³ Hubraum trieb die Fahrzeuge an.